# Autoescala automàtica

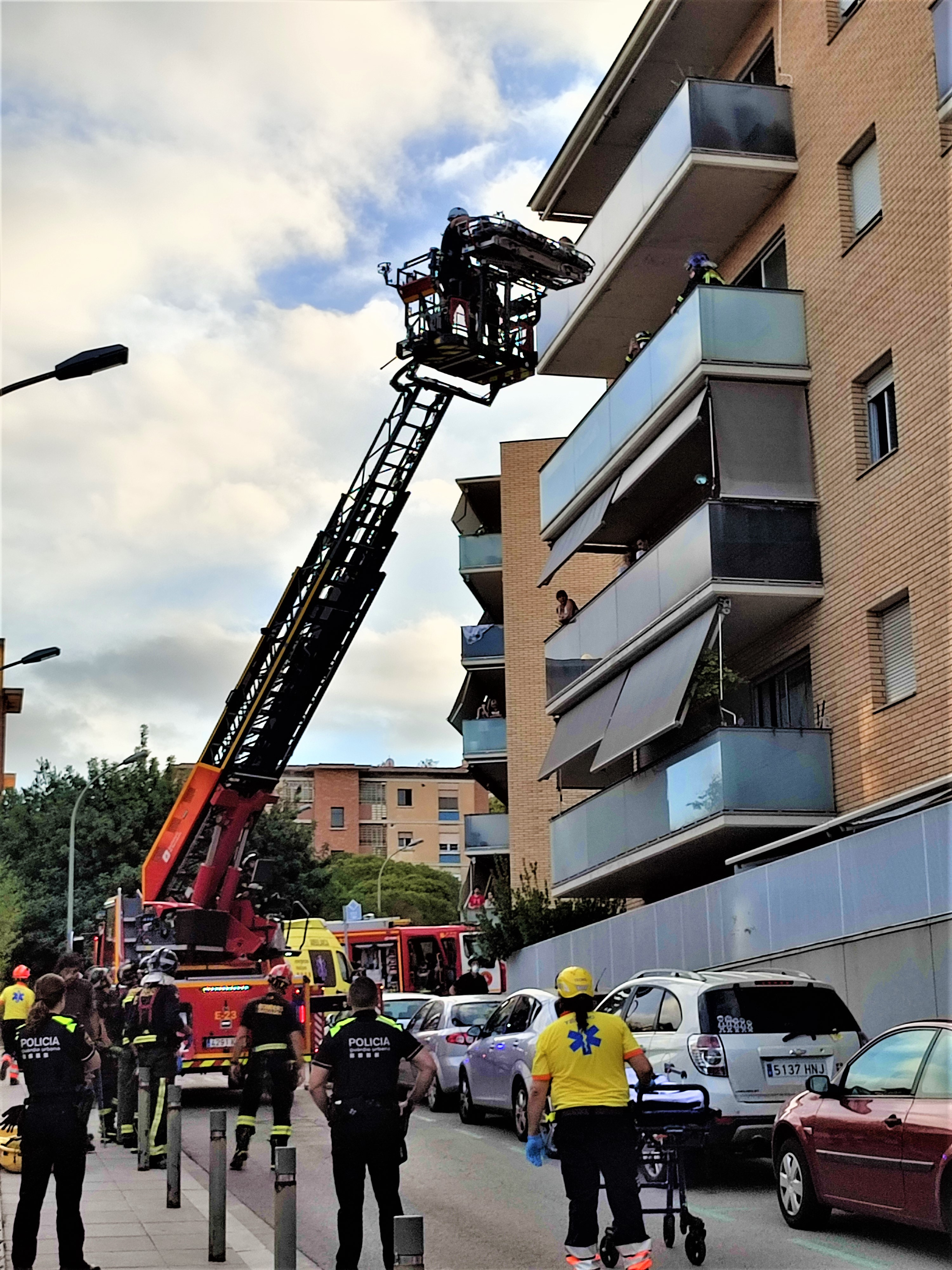
Evacuació d'un ferit amb l'autoescala

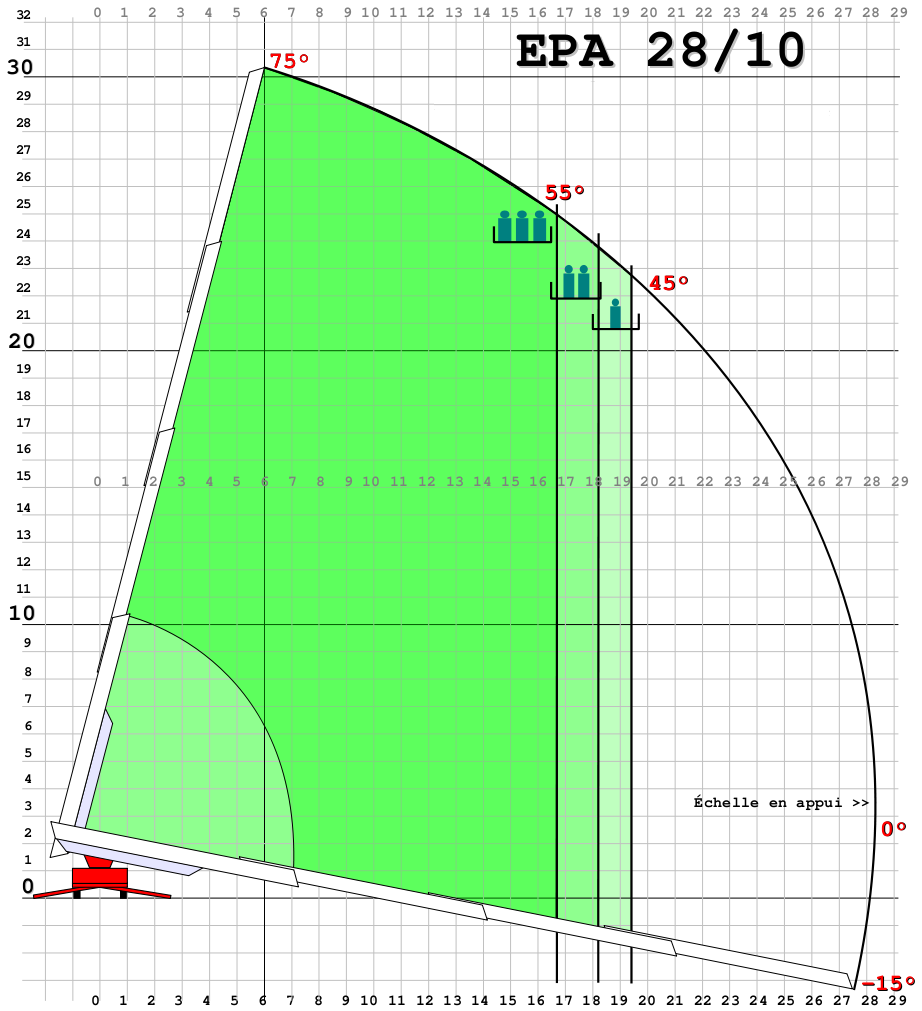
Exemple del camp de treball d'una autoescala de 30 m

Una autoescala automàtica és un vehicle de bombers dotat d'una escala extensible automàtica, que s'utilitza en incendis urbans i en salvaments. L'escala, sobre una plataforma giratòria, i amb una cistella a l'extrem, permet accedir a llocs elevats per al rescat de persones, l'extinció d'incendis, i altres tasques. Disposa de 4 suports extensibles per a l'anivellació i estabilització del vehicle.

## Característiques
Abans de treballar amb l'escala cal estendre els suports d'estabilització, ja que quan l'escala està estirada i inclinada, es carrega molt de pes fora de la vertical del vehicle, corrent el risc de bolcada. Per aquest motiu les autoescales automàtiques estan programades per a no permetre el moviment si no s'han col·locat els suports, i a més tenen una limitació del camp de treball en funció del pes que hi hagi a la cistella.
Els suports poden ser de 4 tipus: verticals (en I) en les autoescales de poca elevació; oblics (en A), que sobresurten una determinada distància del camió; amb barres laterals (en H), per altures considerables; i creuats (en X), que no precisen aixecar el xassís.
Permet realitzar simultàniament els 3 moviments d'extensió, gir i elevació, conferint-li una agilitat d'actuació molt important en els rescats.
L'escala normalment està formada per 4 trams telescòpics. L'últim tram pot ser articulat. L'autoescala més alta del món, de 7 trams i amb ascensor, arriba als 68 metres.
Existeixen també, encara que minoritàriament, les autoescales semiautomàtiques, que s'accionen mitjançant la combinació de mecanismes manuals i de dispositius automàtics. Aquestes escales no poden fer simultàniament els tres moviments d'extensió, gir i elevació.

## Conducció
La conducció d'aquest vehicle ha de tenir en compte els següents condicionants:
- Degut al seu elevat centre de gravetat, el vehicle tendeix a desviar-se i bolcar a les corbes que s'agafen a alta velocitat.
- La cistella sobresurt per davant de la cabina, augmentant així el radi de gir.
- L'alçada del vehicle és més alta que les autobombes i altres vehicles de bombers.
- El seu tonatge fa que alguns ponts o vials no siguin aptes per al seu pas.

## Emplaçament
Per a l'emplaçament del vehicle cal tenir en compte aquests factors:
- El vehicle s'ha d'emplaçar en un lloc on hi hagi espai suficient per a estendre els suports estabilitzadors, que han de recolzar-se en terreny ferm, evitant els jardins, trapes de clavegueram, arquetes,...
- El pendent del terreny ha de ser inferior al 10 %.
- Cada vehicle té un camp de treball, en alçada i en horitzontal, que varia en funció de l'extensió dels suports, i del nombre de persones (1 a 3) i equips a la cistella.
- Obstacles en el desplegament de l'escala: cables, branques,...